# Lord's Cricket Ground

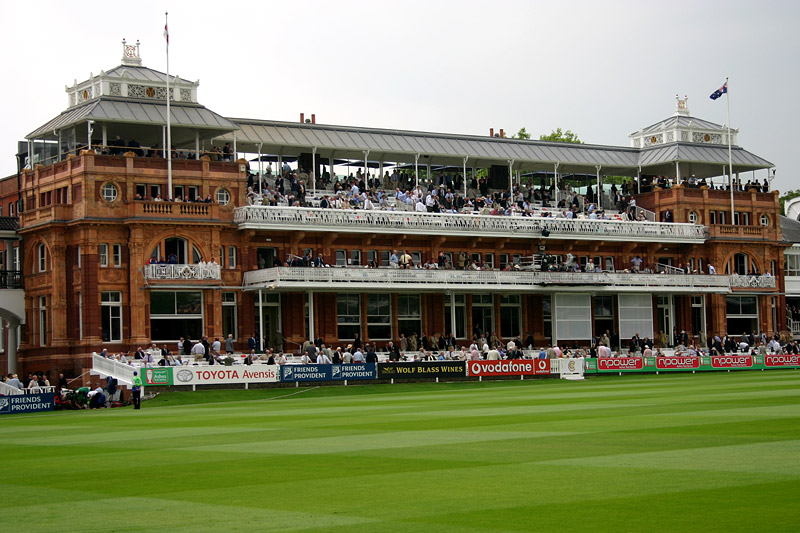
Lord's Pavillion

Lord's Cricket Ground är en cricketplan. Den finns sedan 1813 vid St. John's Wood Road vid Regent's Park i Londons stadsdel Westminster, och cirka 31 100 åskådare får plats i arenan.
Arenan är uppkallad efter sin grundare, Thomas Lord och kallas för "crickets hem".
Arenan ägs idag av Marylebone Cricket Club (MCC) och den är även hemmaplan för Middlesex County Cricket Club, England and Wales Cricket Board (ECB) och European Cricket Council (ECC).